# Lipence
Lipence est un quartier pragois situé dans le sud-ouest de la capitale tchèque, appartenant à l'arrondissement de Prague 16, d'une superficie de 824,7 hectares est un quartier de Prague. En 2018, la population était de 2 806 habitants.
La ville est devenue une partie de Prague en 1974.